# Der Tanz Der Schatten
Der Tanz Der Schatten è il primo EP della gothic metal band norvegese Theatre of Tragedy pubblicato nel 1996 appresso all'album a cui appartiene, Velvet Darkness They Fear.

La pubblicazione di tale EP a suo tempo fece particolare successo divenendo il tormentone dei locali dark. Le liriche sono espresse in tedesco e, nell'EP A Rose for the Dead (1997), è stato inserito un remake del brano avente le liriche in medio inglese e denominato As the Shadows Dance.

## Tracce
1. Der Tanz Der Schatten (Club Mix) – 5:16
2. Black as the Devil Painteth – 5:26
3. A Hamlet for a Slothful Vassal – 4:05
4. Der Tanz Der Schatten (Album Version) – 5:28